# Hipótesis de Coulomb

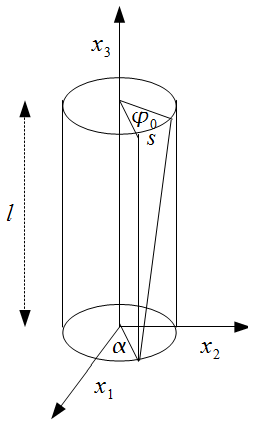
Hipótesis aplicable a cilindros.

La Hipótesis de Coulomb se formula la hipótesis en el dominio de estudio de la mecánica de sólidos deformables, específicamente en los casos de torsión de barras y vigas con simetría axial. La hipótesis la enunció por primera vez Charles-Augustin de Coulomb de la forma siguiente: "las secciones transversales circulares de una pieza permanecen planas durante la torsión, girando como un todo rígido alrededor del eje normal a la sección circular". La torsión en piezas de sección circular no posee tensiones normales, es decir que en este caso sólo produce tensiones cortantes. En el caso de vigas de sección no-circular la hipótesis no funciona, dando lugar al alabeo seccional. El estudio de las tensiones en vigas de sección no-circular se debe a Saint-Venant. Posee cierta similitud con la hipótesis de Navier-Bernouilli en el caso de las compresiones y extensiones de sólidos deformables. 

## Usos
Se emplea la hipótesis fundamentalmente en piezas prismáticas sometidas a pares de torsión, así como en piezas con rigidez torsional elevada y sección circular o tubular (es decir huecas). En las barras de sección transversal rectangular, y primáticas sometidas a torsión (y en general para cualquier barra de sección no circular) no es válida la hipótesis de Coulomb. La hipótesis de Coulomb se emplea para determinar la combinación de esfuerzo cortante y normal que causa una fractura del material.